# Get Your Wings
Get Your Wings drugi je studijski album američke hard rock skupine Aerosmith koji izlazi u ožujku 1974. godine. Na albumu se u ulozi producenta pojavljuje Jack Douglas, koji tu ulogu obavlja i na sljedeća četiri albuma. Sastav je mnogo truda uložio u produkciju materijala kako bi album zabilježio što bolji uspjeh.
Bez obzira na to što se na top listama nije našao niti jedan hit singl, album od RIAA (Recording Industry Association of America), dobiva 3x multiplatinastu nakladu.

## Popis pjesama
Sve pjesme napisao je Steven Tyler, osim gdje je drugačije naznačeno.

### Strana prva
1. "Same Old Song and Dance" (Steven Tyler, Joe Perry) – 3:53
  - Bariton saksofon - Stan Bronstein
  - Tenor saksofon - Michael Brecker
  - Trombon - Jon Pearson
  - Truba - Randy Brecker
  - Tekst - J. Perry, S. Tyler
2. "Lord of the Thighs" – 4:14
  - Pianino - Steven Tyler
  - Tekst - S. Tyler
3. "Spaced" (Perry, Tyler) – 4:21
  - Klavijature - Ray Colcord
  - Tekst - J. Perry, S. Tyler
4. "Woman of the World" (Tyler, Darren Solomon) – 5:49
  - Tekst - D. Solomon, S. Tyler

### Strana druga
1. "S.O.S. (Too Bad)" – 2:51
  - Tekst - S. Tyler
2. "Train Kept A-Rollin'" (Tiny Bradshaw, Howard Kay, Lois Mann) – 5:33
  - Tekst - H. Kay, L. Mann, Bradshaw
3. "Seasons of Wither" – 5:38
  - Akustična gitara - Steven Tyler
  - Tekst - S. Tyler
4. "Pandora's Box" (Tyler, Joey Kramer) – 5:43
  - Pianino - Steven Tyler
  - Bariton saksofon - Stan Bronstein
  - Tenor saksofon - Michael Brecker
  - Tekst - J. Kramer, S. Tyler

## Osoblje
Aerosmith
- Tom Hamilton – bas-gitara
- Joey Kramer – bubnjevi, udaraljke, prateći vokali
- Joe Perry – električna gitara, prateći vokali, slajd gitara, udaraljke
- Steven Tyler – prvi vokal, harmonika, klavijature, akustična gitara u skladbi "Seasons of Wither", bas-gitara, udaraljke, pianino u skladbama "Lord of the Thighs" i "Pandora's Box"
- Brad Whitford – gitara

Gostujući glazbenici
- Steve Hunter – gitara u skladbama "Same Old Song and Dance" i "Train Kept A Rollin"
- Dick Wagner – gitara u skladbama "Same Old Song and Dance" i "Train Kept A Rollin"
- Michael Brecker – tenor saksofon u skladbama "Same Old Song and Dance" i "Pandora's Box"
- Randy Brecker – truba u skladbi "Same Old Song and Dance"
- Stan Bronstein – bariton saksofon u skladbama "Same Old Song and Dance" i "Pandora's Box"
- Jon Pearson – trombon u skladbi "Same Old Song and Dance"
- Ray Colcord – klavijature u skladbi "Spaced"

Ostalo osoblje
- Producent: Jack Douglas i Ray Colcord (The Record Plant)
- Izvršni producent: Bob Ezrin
- Projekcija: Jack Douglas, Jay Messina, Rod O'Brien
- Direkcija: David Krebs, Frank Connelly, Steve Leber
- Producent masteringa: Don DeVito
- Projekcija masteringa: Vic Anesini
- Dizajn: Lisa Sparagano, Ken Fredette
- Fotografija: Jimmy Ienner, Jr.
- Still Life Collage Design: Leslie Lambert
- Umjetnički nadzor: Joel Zimmerman

## Top lista
Album
| Godina | Top lista            | Pozicija |
| ------ | -------------------- | -------- |
| 1975.  | Billboard Pop Albumi | #74      |

## Certifikati
| Organizacija  | Naklada       | Datum              |
| ------------- | ------------- | ------------------ |
| RIAA – SAD    | Zlatni        | 18. travnja 1975.  |
| CIA – Kanada  | Zlatni        | 1. studenog 1976.  |
| CRIA – Kanada | Platinasti    | 1. svibnja 1979.   |
| RIAA – SAD    | Platinasti    | 21. studenog 1986. |
| RIAA – SAD    | 2X Platinasti | 21. studenog 1986. |
| RIAA – SAD    | 3X Platinasti | 26. veljače 2001.  |

## Vanjske poveznice
- musicbrainz.org - Get Your Wings
- discogs.com - Aerosmith - Get Your Wings